# Thala hilli
Thala hilli is een slakkensoort uit de familie van de Costellariidae. De wetenschappelijke naam van de soort is voor het eerst geldig gepubliceerd in 2007 door Rosenberg & Salisbury.